# Maurício Magalhães Prado
Maurício Magalhães Prado (San Paolo, 22 giugno 2001) è un calciatore brasiliano, centrocampista del Palmeiras.

## Caratteristiche tecniche
È un esterno destro.

## Carriera
Cresciuto nel settore giovanile del Cruzeiro, ha esordito in prima squadra il 14 luglio 2019 disputando l'incontro del Brasileirão pareggiato 0-0 contro il Botafogo.

## Statistiche
Statistiche aggiornate all'8 settembre 2019.

### Presenze e reti nei club
| Stagione             | Squadra              | Campionato           | Campionato | Campionato | Coppe nazionali | Coppe nazionali | Coppe nazionali | Coppe continentali | Coppe continentali | Coppe continentali | Altre coppe | Altre coppe | Altre coppe | Totale | Totale | Totale |
| Stagione             | Squadra              | Comp                 | Pres       | Reti       | Comp            | Pres            | Reti            | Comp               | Pres               | Reti               | Comp        | Pres        | Reti        | Pres   | Reti   |        |
| -------------------- | -------------------- | -------------------- | ---------- | ---------- | --------------- | --------------- | --------------- | ------------------ | ------------------ | ------------------ | ----------- | ----------- | ----------- | ------ | ------ | ------ |
| 2019                 | Cruzeiro             | M1/MG+A              | 0+8        | 1          | CB              | 1               | 0               | CL                 | 0                  | 0                  |             | -           | -           | 9      | 1      |        |
| gen.-nov. 2020       | Cruzeiro             | M1/MG+B              | 11+17      | 4+1        | CB              | 1               | 0               |                    | -                  | -                  |             | -           | -           | 29     | 5      |        |
| Totale Cruzeiro      | Totale Cruzeiro      | Totale Cruzeiro      | 11+25      | 4+2        |                 | 2               | 0               |                    | 0                  | 0                  |             | -           | -           | 38     | 6      |        |
| nov.-dic. 2020       | Internacional        | A                    | 8          | 1          | CB              | 0               | 0               | CL                 | 1                  | 0                  |             | -           | -           | 9      | 1      |        |
| 2021                 | Internacional        | PD/RS+A              | 8+30       | 1+1        | CB              | 0               | 0               | CL                 | 7                  | 0                  |             | -           | -           | 45     | 2      |        |
| 2022                 | Internacional        | PD/RS+A              | 13+32      | 2+6        | CB              | 0               | 0               | CS                 | 9                  | 1                  |             | -           | -           | 54     | 9      |        |
| 2023                 | Internacional        | PD/RS+A              | 13+26      | 4+6        | CB              | 2               | 0               | CL                 | 7                  | 1                  |             | -           | -           | 48     | 11     |        |
| gen.-lug. 2024       | Internacional        | PD/RS+A              | 5+5        | 2+0        | CB              | 0               | 0               | CS                 | 5                  | 0                  |             | -           | -           | 15     | 2      |        |
| Totale Internacional | Totale Internacional | Totale Internacional | 39+101     | 9+14       |                 | 2               | 0               |                    | 29                 | 2                  |             | -           | -           | 171    | 25     |        |
| lug.-dic. 2024       | Palmeiras            | A                    | 20         | 3          | CB              | 0               | 0               | CL                 | 2                  | 1                  |             | -           | -           | 22     | 4      |        |
| 2025                 | Palmeiras            | A1/SP+A              | 8+7        | 5+1        | CB              | 2               | 0               | CL                 | 3                  | 1                  | CmC         | 3           | 1           | 23     | 8      |        |
| Totale Palmeiras     | Totale Palmeiras     | Totale Palmeiras     | 8+27       | 5+4        |                 | 2               | 0               |                    | 5                  | 2                  |             | 3           | 1           | 45     | 12     |        |
| Totale carriera      | Totale carriera      | Totale carriera      | 211        | 38         |                 | 6               | 0               |                    | 34                 | 4                  |             | 3           | 1           | 254    | 43     |        |